# Károlos Papoúlias
Károlos Papoúlias (en grec : Κάρολος Παπούλιας, /ˈkarolos paˈpuʎas/), né le 4 juin 1929 à Ioannina et mort le 26 décembre 2021 à Athènes, est un homme d'État grec. Membre du Mouvement socialiste panhellénique (PASOK), il est président de la République hellénique de 2005 à 2015.
Après s'être engagé dans la Résistance pendant la Seconde Guerre mondiale puis durant la Dictature des colonels, il participe à la fondation du PASOK aux côtés d'Andréas Papandréou.
À deux reprises, il est ministre des Affaires étrangères dans les gouvernements dirigés par Papandréou.
Il est élu président de la République en 2005, puis réélu en 2010. Sa présidence est notamment marquée par la crise de la dette publique grecque et les répercussions politiques et sociales de celle-ci.

## Biographie

### Origines familiales, études et mariage
Épirote d'origine, Károlos Papoúlias naît le 4 juin 1929 à Ioannina. Il est le fils du général-major Gregorios Papoúlias.
Diplômé en droit de l'université d'Athènes, il est également diplômé en droit international public de l'université de Milan et diplômé en droit international privé de l'université de Cologne, dont il sort avec un doctorat. En plus du grec, qui est sa langue maternelle, il parle français, italien et allemand.
C'est au cours de ses études en Allemagne qu'il épouse May Panou, née en 1938 à Athènes, également étudiante à l'université de Cologne. De ce mariage naissent trois filles prénommées Fanny, Vicky et Anna.

### Jeune résistant
Károlos Papoúlias, encore jeune adolescent, prend part à la Résistance pendant l'occupation de la Grèce par l'armée allemande au cours de la Seconde Guerre mondiale.
Exilé pendant la dictature des colonels (1967-1974), il collabore régulièrement à l'émission en langue grecque de la Deutsche Welle, dénonçant les crimes de la junte.

### Carrière politique

#### Député et ministre des Affaires étrangères
Il participe à la fondation du Mouvement socialiste panhellénique (PASOK) et siège au Comité central du parti. Élu député (représentant l'arrondissement de Ioannina) en 1977 sous les couleurs du PASOK, il conserve ce poste jusqu'en 2004 et devient ministre des Affaires étrangères du 26 juillet 1985 au 2 juillet 1989 puis une seconde fois du 13 octobre 1993 au 21 janvier 1996.
En tant que ministre des Affaires étrangères, il participe à la résolution de plusieurs crises diplomatiques, en particulier au Proche-Orient.
Károlos Papoúlias joue également un rôle important dans le processus d'intégration de la république de Chypre à l'Union européenne en 2004.

#### Président de la République

##### Premier mandat
Proposé comme candidat à la présidence de la République par le Premier ministre conservateur Kóstas Karamanlís et soutenu par le PASOK, Károlos Papoúlias est élu chef de l'État sans surprise à l'issue du premier tour du scrutin du 8 février 2005 ; il a recueilli 279 voix sur 296 grands électeurs, sans qu'il n'y ait eu, face à lui, un autre candidat.
Le 12 mars 2005, Papoúlias est investi président de la République hellénique à l'issue d'une cérémonie religieuse tenue au siège du Parlement. Âgé de 75 ans, il succède au conservateur Konstantínos Stephanópoulos, qui ne pouvait solliciter un troisième mandat consécutif. Après son investiture, le nouveau chef de l'État ne renouvelle pas son appartenance au PASOK comme le veut la tradition qui suppose que le président de la République soit au-dessus de la mêlée.
Le 17 août 2007, le président de la République accepte de dissoudre le Parlement comme le proposait le gouvernement de Karamanlís, qui voulait être reconduit avec « un mandat fort » comme l'a précisé le Premier ministre, et ce malgré l'opposition initiale des socialistes. Les élections législatives anticipées du 13 septembre suivant sont finalement remportées par les conservateurs dont le chef, Kóstas Karamanlís, est reconduit au poste de Premier ministre par le président Papoúlias.
Il doit dissoudre, pour la deuxième fois de son mandat, le Parlement à la demande du Premier ministre après une rencontre avec celui-ci, le 2 septembre 2009. Ces élections anticipées, convoquées pour le 4 octobre suivant dans un contexte de grave crise économique, sont remportées par l'opposition socialiste emmenée par Giórgos Papandréou, le fils du défunt fondateur du PASOK, que Papoúlias charge de la formation du nouvel exécutif. Celui-ci prête serment le 7 octobre 2009.
C'est alors la première fois que le PASOK est représenté, au plus haut sommet de l'État, par le président de la République, le Premier ministre et la plupart des membres du gouvernement.
Sa popularité s'effondre du fait de son soutien à l’austérité dictée par l’UE et le FMI lors de la crise économique. Il décide alors de renoncer à son salaire en solidarité « aux sacrifices du peuple ».

##### Second mandat

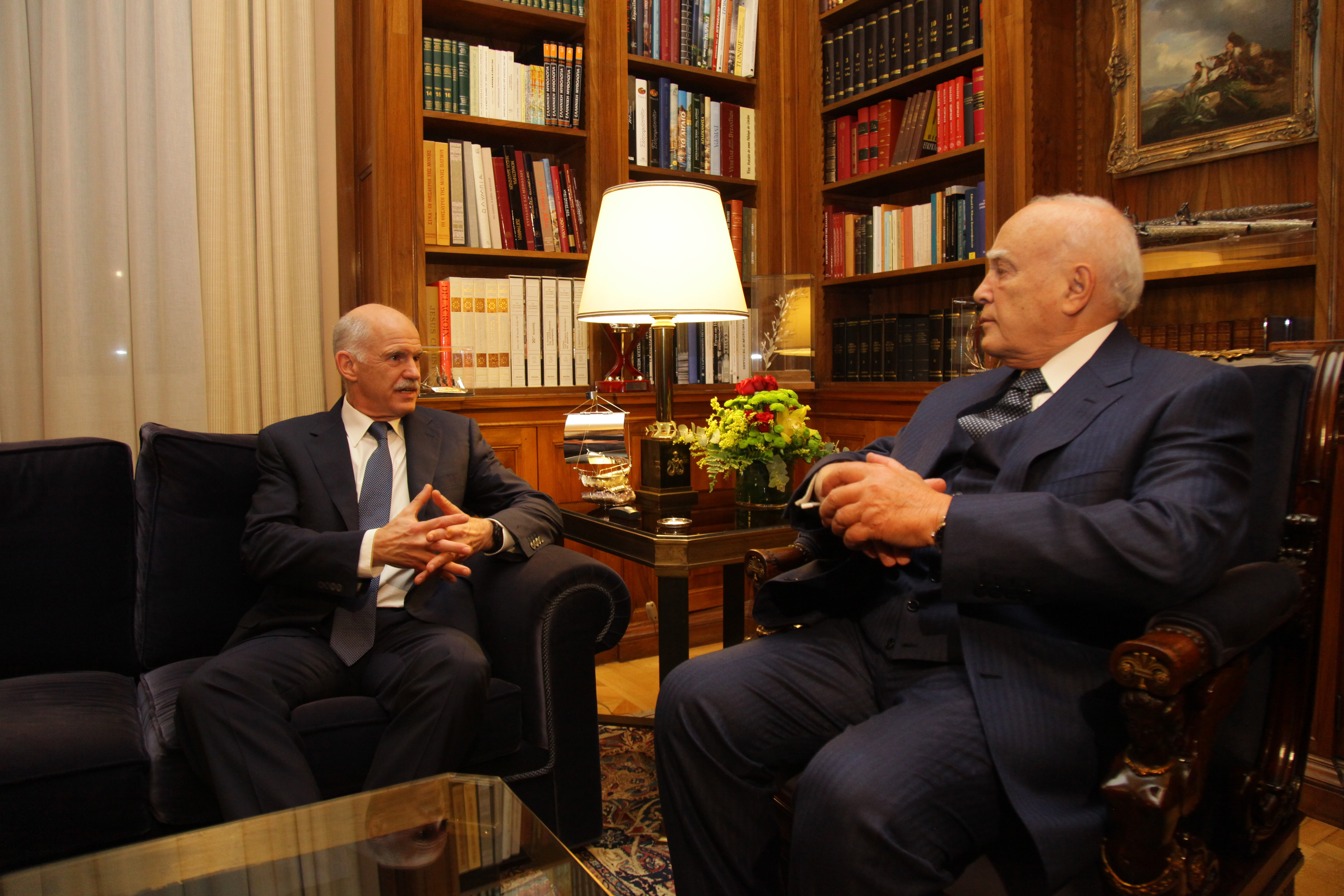
Károlos Papoúlias s'entretenant avec le Premier ministre sortant Papandréou, à Athènes, le 9 novembre 2011.

Après avoir envisagé de quitter la présidence à l'issue de son mandat, Károlos Papoúlias accepte finalement d'être reconduit pour un second mandat de cinq ans par les forces qui le souhaiteraient. Le 3 février 2010, le chef de l'État sortant est largement réélu par 266 voix sur 298 grands électeurs,. Sa candidature a été soutenue par le PASOK du Premier ministre Papandréou, la Nouvelle démocratie et le parti nationaliste LAOS. Son second quinquennat débute le 12 mars 2010.
C'est à partir de ce second mandat que Károlos Papoúlias va jouer un rôle institutionnel et politique de plus en plus important quand il s'agira de dénouer les crises.
Sous la pression des dirigeants européens qui contestent avec véhémence la politique mise en œuvre par le gouvernement Papandréou et qui s'alarment de l'énorme déficit économique et commercial du pays, le chef du gouvernement démissionne. Avec l'accord des partis représentés au Parlement, le président de la République nomme un Premier ministre « technicien », c'est-à-dire indépendant de tout parti, pour gérer les affaires courantes jusqu'à la convocation de prochaines élections anticipées. C'est l'économiste Loukás Papadímos qui est désigné chef du gouvernement ; il prête serment le 11 novembre 2011 devant le chef de l'État.

### Décorations
- Grande étoile de l'ordre du mérite (2007)[10]  Autriche
- Chevalier grand-croix du grand ordre du roi Tomislav (21 mars 2007)  Croatie
- Chevalier de l'ordre de l'Elephant (24 mai 2006)[11]  Danemark
- Chevalier grand-croix avec collier de l'ordre du mérite (18 janvier 2006)  Italie
- Chevalier de l'ordre du Séraphin (20 mai 2008)  Suède
- Chevalier de l'ordre de l'aigle blanc (8 juillet 2013)  Pologne
- Ordre de la République (25 février 2013)  Serbie